# Список легіонерів ФК «Рух» (Львів)
Нижче наведено список іноземних футболістів, ФК "Рух"
Жирним виділено футболістів, які досі виступають за "Рух", курсивом виділено гравців "Руху", які знаходяться в оренді.
Статистика відображена станом на 07 листопада 2022 р.

## Перелік гравців
| №.  | Ім'я та прізвище гравця       | Громадянство | Час виступів | Матчі (голи) |
| --- | ----------------------------- | ------------ | ------------ | ------------ |
| 1.  | Шацьких Максим                | Узбекистан   | 2015         | ?/?          |
| 2.  | Леандро                       | Бразилія     | 2019-2020    | 28/1         |
| 3.  | Сідней                        | Бразилія     | 2019-2020    | 14/2         |
| 4.  | Габріель дос Сантос Франціско | Бразилія     | 2019-2020    | 7/0          |
| 5.  | Ернест Антві                  | Гана         | 2019-2021    | 28/4         |
| 6.  | Ардазішвілі Раті              | Грузія       | 2020         | 3/0          |
| 7.  | Стаменкович Милош             | Сербія       | 2020-2022    | 23/0         |
| 8.  | Ґліха Ерік                    | Словенія     | 2020-2021    | 9/0          |
| 9.  | Зец Давід                     | Словенія     | 2020-2021    | 9/0          |
| 10. | Гішам Лейоус                  | Ізраїль      | 2020-2021    | 0/0          |
| 11. | Сігюрдссон Рагнар             | Ісландія     | 2021         | 1/0          |
| 12. | Абдіхоліков Бобір             | Узбекистан   | 2021         | 0/0          |
| 13. | Альваренга Фабрісіо           | Аргентина    | 2021-2024    | 32/1         |
| 14. | Таллес Бренер                 | Бразилія     | 2021-н.ч     | 30/6         |
| 15. | Де Розаріо Осазе              | Канада       | 2021-2022    | 2/0          |
| 16. | Обаміна Мішель                | Нігерія      | 2021-н.ч     | 0/0          |
| 17. | Соломон-Отабор Вів            | Нігерія      | 2022-2024    | 42/3         |
| 18. | Фає Лассана                   | Нідерланди   | 2022         | 0/0          |
| 19. | Діав Папе                     | Сенегал      | 2022-н.ч     | 0/0          |
| 20. | Едсон                         | Бразилія     | 2022         | 3/0          |
| 21. | Плюмейн Фредді                | Гваделупа    | 2022-н.ч.    | 25/3         |
| 22. | Енобахаре Брайт               | Нігерія      | 2022-2023    | 1/0          |
| 23. | Джефферсон                    | Бразилія     | 2023-н.ч     | 0/0          |

## Національність
Всього за "Рух" від моменту створення було заявлено 22 іноземніфутболісти.
Найбільше гравців представляли європейські країни: 8
Найбільше гравців представляли Бразилію 5.

### Європа:
| Країни     | Кількість |
| ---------- | --------- |
| Словенія   | 2         |
| Сербія     | 1         |
| Грузія     | 1         |
| Ізраїль    | 1         |
| Ісландія   | 1         |
| Нідерланди | 1         |
| Франція    | 1         |

### Південна Америка:
| Країна    | Кількість |
| --------- | --------- |
| Бразилія  | 5         |
| Аргентина | 1         |

### Північна Америка:
| Країна | Кількість |
| ------ | --------- |
| Канада | 1         |

### Африка:
| Країна  | кількість |
| ------- | --------- |
| Нігерія | 3         |
| Гана    | 1         |
| Сенегал | 1         |

### Азія:
| Країна     | Кількість |
| ---------- | --------- |
| Узбекистан | 1         |